# John Dunstable
John Dunstable oder John Dunstaple (* um 1390; † 24. Dezember 1453 in London) war ein englischer Komponist, dessen harmonische Neuerungen großen Einfluss auf die Musikentwicklung in der Frührenaissance ausübten.

## Leben
Dunstables älteste bekannte Werke stammen aus der Zeit zwischen 1410 und 1420, deshalb wird ein Geburtsdatum um 1390 angenommen. Er war vermutlich ab 1427 canonicus und musicus in Diensten des Herzogs von Bedford, der nach dem Tod seines Bruders, König Heinrichs V., von 1422 bis 1435 Regent von Frankreich war. Gleichzeitig dürfte er von 1427 bis 1436 auch im Dienste der Königin Johanna von Navarra gestanden und anschließend bei Herzog Humphrey von Gloucester (um 1438) angestellt gewesen sein.
Dunstables Grabinschrift beschreibt ihn als Fürsten der Musik, als Mathematiker und als Astronomen. Der Großteil seines Schaffens ist kirchenmusikalisch, für drei bis vier Stimmen gesetzt, und beinhaltet Motetten, Messekompositionen und die zwei (vermutlich frühesten zyklischen) Messen „Rex seculorum“ und „Da gaudiorum premia“. Durch die vielen Reisen, die Dunstable zusammen mit seinen jeweiligen Dienstherren unternahm, war er mit der französischen und italienischen Musik vertraut. Die mittelalterliche Technik des Isorhythmus, also des Überlappens von rhythmischer und melodischer Struktur, und die Verwendung von liturgischem Gesang sind die grundlegenden Strukturen in seinem Schaffen.
Das Neuartige in Dunstables Werk wurde von Martin Le Franc als „contenance angloise“ bezeichnet. Dieser Stil, der sich in vielen alten Manuskripten der Old Hall findet, ist die wichtigste Quelle für Dunstables Werk. Es ist darüber hinaus gekennzeichnet durch die aus dem Organum entwickelte Betonung der Parallelbewegung in den Terzen und Sexten (Fauxbourdon), triadische Melodien sowie konsonante Harmonien. Dunstables Werk fand internationale Anerkennung und hatte einen tiefgreifenden Einfluss auf Komponisten der Frührenaissance wie Guillaume Dufay und Gilles Binchois.